# Nadinho de Rio das Pedras
Josinaldo Francisco da Cruz, o Nadinho de Rio das Pedras (Rio de Janeiro, 13 de agosto de 1966 — Rio de Janeiro, 9 de junho de 2009) foi um político brasileiro. 
Com base eleitoral em Rio das Pedras, foi eleito vereador da cidade do Rio de Janeiro. Ficou conhecido em fins de 2007 após ser preso acusado de planejar o assassinato do inspetor de polícia Félix Tostes, e de chefiar uma milícia.
Nadinho morreu vítima de assassinato em um condomínio na Barra da Tijuca.